# Хидашели, Тина
Тинатин (Тина) Хидашели (груз. თინათინ (თინა) ხიდაშელი; род. 1 мая 1973, Тбилиси, Грузинская ССР, СССР) — грузинский государственный и политический деятель, юрист, одна из лидеров Грузинской Республиканской партии и министр обороны Грузии с 1 мая 2015 по 1 августа 2016 года.

## Биография
В 1995 году окончила факультет международного права Тбилисского государственного университета, а также, магистратуру факультета политических наук Центрально-Европейского университета. Получила квалификацию магистра по международным отношениям и по политическим наукам.
С 1994 по 1995 год работала в Парламенте Грузии, главным специалистом, в 1996—1997 годах была экспертом Международного валютного фонда, в 1997—1999 годах директор совместного проекта правительства Грузии и верховного Комиссара по правам человека, также читала лекции в Тбилисском институте Гавайско-Американского университета. В 2000—2004 годах председатель Ассоциации молодых юристов Грузии, в 2002—2004 годах член Совета по противодействию коррупции, в 2004—2005 годах председатель комитет управления «Открытое общество — Грузия».
В 2004 году участвует в программе Yale World Fellows.
С 2005 года является консультантом международных организаций по борьбе с коррупцией и по правам человека.

### Политическая карьера
С 2005 года вместе со своим супругом, Давидом Усупашвили, стала членом Республиканской партии. Позднее Усупашвили стал лидером партии, а Хидашели председателем партии по международным отношениям. В 2010—2012 годах член Тбилисского городского совета. С 2012 года член парламента Грузии от Сагареджойского муниципалитета.
С 1 мая 2015 по 1 августа 2016 года — министр обороны Грузии.
В 2019 году подписала «Открытое письмо против политических репрессий в России».